# Boson I. (La Marche)
Boson I. der Alte (auch Boso, franz.: Boson le Vieux; † vor 974) war ein aquitanischer Burgherr im mittelalterlichen Frankreich am Ende des 10. Jahrhunderts. Er ist der Stammvater des Hauses Périgord, welches die Grafen von La Marche und Périgord stellte. Er selbst ist noch nicht mit dem Grafentitel bezeugt, allerdings kann er dennoch als erster Graf von La Marche betrachtet werden.
Der Chronik von Saint-Maixent zufolge war Boson der Sohn eines Sulpice, welcher wiederum der Sohn eines Grafen Gottfried von Charroux war, weshalb das von ihm abstammende Adelshaus alternativ auch „Haus Charroux“ genannt wird. Möglich, dass jener Gottfried als Schutzherr (advocati) dieser Abtei amtierte, ein Amt das auch seinen Nachkommen zugeschrieben wird.
Um das Jahr 950 kontrollierte Boson die Grenzregion (franz.: la Marche) des Limousin zum nördlich benachbarten Berry. Er hatte die Burg von Bellac errichtet um welche er und seine Nachkommen einen eigenen Herrschaftsbereich zu errichteten beabsichtigten, die historische Provinz Marche. Der Vizegraf des Limousin, Gerald, war bei diesem Vorhaben sein ärgster Feind, gegen den er den südlich benachbarten Grafen des Périgord durch eine Ehe mit dessen Tochter zum Verbündeten gewann. Um das Jahr 974 begann Boson den offenen Kampf gegen den Vizegrafen, indem er dessen Burg La Brosse im nördlichen Limousin angriff. Er hoffte dabei vergeblich die Billigung seines Oberherrn, Herzog Wilhelm IV. Eisenarm von Aquitanien, zu erlangen. Vizegraf Gerald und dessen Sohn Guido führten einen Konterangriff, der Boson zum Abbruch der Belagerung nötigte.
Boso starb vor 974, allerdings führten seine Söhne den Kampf fort. Er war verheiratet mit Emma, einer Tochter des Grafen Wilhelm I. von Périgord. Fünf Kinder des Paares sind bekannt:
- Elias I. († wohl 975 in Villebois), Graf von Périgord
- Aldebert I. († 997 vor Gençay), Graf von La Marche und Périgord – Stammvater der Grafen von La Marche
- Boson II. († zwischen 1003/1012), Graf von La Marche und Périgord – Stammvater der Grafen von Périgord
- Gauzbert († ?), wurde vom Herzog von Aquitanien geblendet und wurde darauf 977 Mönch
- Martin († 1000), seit 992 Bischof von Périgueux